# A Brave Little Woman
A Brave Little Woman è un cortometraggio muto del 1912 scritto e diretto da Thomas Ricketts (Tom Ricketts).

## Produzione
Il film fu prodotto dalla Nestor Film Company.

## Distribuzione
Distribuito dalla Motion Picture Distributors and Sales Company, il film - un cortometraggio di 181 metri (e 36 cm) - uscì nelle sale cinematografiche USA il 15 gennaio 1912. Nelle proiezioni, veniva programmato con il sistema dello split reel, accorpato in un'unica bobina con un altro cortometraggio prodotto dalla Nestor, There's Something Wrong.